# Lee Falardeau
Pour les articles homonymes, voir Falardeau.
Lee Falardeau (né le 22 juillet 1983 à Midland, dans l'État du Michigan aux États-Unis) est un joueur professionnel américain de hockey sur glace.

## Carrière en club
En 1999, il commence sa carrière avec l'équipe des États-Unis dans l'United States Hockey League. Il est choisi au cours du repêchage d'entrée 2002 dans la Ligue nationale de hockey par les Rangers de New York au 2e tour, en 33e position. Il passe professionnel avec les Wolf Pack de Hartford dans la Ligue américaine de hockey en 2004.

## Statistiques
| Saison    | Équipe                     | Ligue |    | Saison régulière | Saison régulière | Saison régulière | Saison régulière | Saison régulière |   | Séries éliminatoires | Séries éliminatoires | Séries éliminatoires | Séries éliminatoires | Séries éliminatoires |
| Saison    | Équipe                     | Ligue | PJ | B                | A                | Pts              | Pun              | PJ               | B | A                    | Pts                  | Pun                  |                      |                      |
| 1999-2000 | USA Hockey                 | USHL  | 5  | 0                | 0                | 0                | 4                | -                | - | -                    | -                    | -                    |                      |                      |
| 1999-2000 | États-Unis                 | NAHL  | 47 | 5                | 10               | 15               | 20               | -                | - | -                    | -                    | -                    |                      |                      |
| 2000-2001 | USA Hockey                 | USHL  | 21 | 3                | 2                | 5                | 4                | -                | - | -                    | -                    | -                    |                      |                      |
| 2001-2002 | Spartans de Michigan State | NCAA  | 34 | 4                | 10               | 14               | 24               | -                | - | -                    | -                    | -                    |                      |                      |
| 2002-2003 | Spartans de Michigan State | NCAA  | 39 | 9                | 6                | 15               | 39               | -                | - | -                    | -                    | -                    |                      |                      |
| 2003-2004 | Spartans de Michigan State | NCAA  | 35 | 5                | 5                | 10               | 28               | -                | - | -                    | -                    | -                    |                      |                      |
| 2004-2005 | Wolf Pack de Hartford      | LAH   | 3  | 0                | 0                | 0                | 0                | -                | - | -                    | -                    | -                    |                      |                      |
| 2004-2005 | Checkers de Charlotte      | ECHL  | 55 | 18               | 17               | 35               | 52               | 14               | 7 | 1                    | 8                    | 14                   |                      |                      |
| 2005-2006 | Checkers de Charlotte      | ECHL  | 6  | 2                | 2                | 4                | 4                | -                | - | -                    | -                    | -                    |                      |                      |
| 2005-2006 | Wolf Pack de Hartford      | LAH   | 64 | 5                | 17               | 22               | 71               | 11               | 0 | 3                    | 3                    | 6                    |                      |                      |
| 2006-2007 | Wolf Pack de Hartford      | LAH   | 16 | 1                | 2                | 3                | 22               | -                | - | -                    | -                    | -                    |                      |                      |
| 2006-2007 | Checkers de Charlotte      | ECHL  | 27 | 8                | 13               | 21               | 24               | -                | - | -                    | -                    | -                    |                      |                      |
| 2007-2008 | Checkers de Charlotte      | ECHL  | 33 | 13               | 15               | 28               | 28               | 3                | 1 | 1                    | 2                    | 4                    |                      |                      |
| 2008-2009 | Checkers de Charlotte      | ECHL  | 20 | 9                | 10               | 19               | 38               | -                | - | -                    | -                    | -                    |                      |                      |